# Terry Crews
Terrence Alan Crews (Flint, Míchigan, 30 de julio de 1968), conocido como Terry Crews, es un actor, presentador de televisión y exjugador de fútbol americano estadounidense, destacado por su participación en películas de acción y comedia como White Chicks, Norbit, Dueños de la calle, Los indestructibles y Deadpool 2. Del 2013 al 2021, formó parte del reparto principal de Brooklyn Nine-Nine interpretando el papel del teniente Terry Jeffords.

## Biografía
Crews nació en Flint, Míchigan, y asistió a la Academia Flint. Obtuvo una Beca de Excelencia en Arte para asistir a la Interlochen Center for the Arts y la Western Michigan University.
Durante la realización de sus estudios especializándose en arte, Crews fue un miembro clave del equipo de fútbol de WMU, los Western Michigan Broncos donde obtuvo todos los honores de la conferencia como defensive end. Crews fue seleccionado por Los Angeles Rams en la 11.ª ronda del draft de la NFL de 1991 como linebacker. Forjó una carrera que duró cinco temporadas, incluyendo campañas con los Rams, San Diego Chargers, Washington Redskins y Philadelphia Eagles de la NFL y los Rhein Fire de la NFL Europa.
También ha participado en otros proyectos, como sus recientes apariciones en Harsh Times, Street Kings y The Expendables. Actualmente es presentador del programa America's Got Talent: The Champions!.

### Vida personal
Crews tiene cuatro hijas y un hijo (así como una hijastra de una relación anterior de su esposa) con Rebecca King-Crews, una exconcursante de belleza y cantante de góspel. En cuanto a su religión, es cristiano protestante.

## Filmografía
| Cine | Cine                                                | Cine                                                                           | Cine          |
| Año  | Título                                              | Papel                                                                          | Notas         |
| ---- | --------------------------------------------------- | ------------------------------------------------------------------------------ | ------------- |
| 2000 | El Sexto Día                                        | Vincent Bansworth                                                              |               |
| 2001 | Training Day                                        | Miembro de la banda Black P. Stones                                            |               |
| 2002 | Serving Sara                                        | Vernon                                                                         |               |
| 2002 | Friday After Next                                   | Damon Pearly                                                                   |               |
| 2003 | Deliver Us from Eva                                 | Big Bartender                                                                  |               |
| 2003 | El más buscado en Malibu                            | 8 Ball                                                                         |               |
| 2003 | BAADASSSSS!                                         | Big T                                                                          |               |
| 2004 | Behind the Smile                                    | Big James                                                                      |               |
| 2004 | Starsky & Hutch                                     | Porter                                                                         |               |
| 2004 | ¿Y dónde están las rubias?                          | Latrell Spencer                                                                |               |
| 2004 | Soul Plane                                          | Bouncer                                                                        |               |
| 2005 | The Longest Yard                                    | Cheeseburger Eddy                                                              |               |
| 2006 | The Alibi                                           | Crazy Eight                                                                    |               |
| 2006 | Harsh Times                                         | Darrell                                                                        |               |
| 2006 | The Benchwarmers                                    | Steven                                                                         |               |
| 2006 | Puff, Puff, Pass                                    | Cool Crush "Ice Killa"                                                         |               |
| 2006 | Click                                               | Hombre cantando en el auto (Latrell Spencer, posiblemente)                     | No acreditado |
| 2006 | La idiocracia                                       | Dwayne Elizondo Mountain Dew Herbert Camacho, presidente de los Estados Unidos |               |
| 2006 | Inland Empire                                       | Hombre de la calle                                                             |               |
| 2007 | Norbit                                              | Jack "El Grandote Jack" Latimore                                               |               |
| 2007 | How to Rob a Bank                                   | Oficial Degepse                                                                |               |
| 2007 | Who's Your Caddy?                                   | Tank                                                                           |               |
| 2007 | Balls of Fury                                       | Freddy "Fingers" Wilson                                                        |               |
| 2008 | Reyes de la calle                                   | El detective Terrence Washington                                               |               |
| 2008 | Superagente 86                                      | Agente 91                                                                      |               |
| 2008 | Superagente 86: Bruce y Lloyd fuera de control      | Agente 91                                                                      |               |
| 2009 | Terminator 4: la salvación                          | Capitán Jericho                                                                |               |
| 2009 | Gamer                                               | Hackman                                                                        |               |
| 2010 | Los indestructibles                                 | Hale Caesar                                                                    |               |
| 2010 | El Billete Ganador                                  | Jimmy                                                                          |               |
| 2010 | La red sexual                                       | James                                                                          |               |
| 2011 | Damas en guerra                                     | Rodney                                                                         |               |
| 2012 | Los indestructibles 2                               | Hale Caesar                                                                    |               |
| 2013 | Scary Movie 5                                       | Martin                                                                         |               |
| 2013 | Lluvia de hamburguesas 2: La venganza de las sobras | Earl Devereaux                                                                 | Voz           |
| 2014 | The Single Moms Club                                | Branson                                                                        |               |
| 2014 | Reach Me                                            | Wilson                                                                         |               |
| 2014 | Draft Day                                           | Earl Jennings                                                                  |               |
| 2014 | Luna de miel en familia                             | Nickens                                                                        |               |
| 2014 | Los indestructibles 3                               | Hale Caesar                                                                    |               |
| 2015 | Los ridículos 6                                     | Chico                                                                          |               |
| 2016 | Aztec Warrior                                       | Juan Claudio                                                                   |               |
| 2017 | Sandy Wexler                                        | Bobby "Bedtime" Barnes                                                         |               |
| 2017 | Where's the Money                                   | Leon Goodlow                                                                   |               |
| 2018 | Deadpool 2                                          | Bedlam                                                                         |               |
| 2018 | Sorry to Bother You                                 | Sergio Green                                                                   |               |
| 2020 | The Willoughbys                                     | Commander Melanoff                                                             | Voz           |
| 2020 | John Henry                                          | John Henry                                                                     |               |
| 2021 | Rumble                                              | Tentacular                                                                     | Voz           |
| 2024 | The Killer's Game                                   | Creighton Lovedahl                                                             |               |

| Televisión    | Televisión                  | Televisión                          | Televisión       |
| Año           | Título                      | Papel                               | Notas            |
| ------------- | --------------------------- | ----------------------------------- | ---------------- |
| 1999-2001     | Battle Dome                 | T-Money                             |                  |
| 2005-2009     | Everybody Hates Chris       | Julius                              | 88 episodios     |
| 2010-2012     | Are We There Yet?           | Nick Kingston-Persons               | 85 episodios     |
| 2012          | The Newsroom                | Lonny Church                        | 5 episodios      |
| 2013          | Arrested Development        | Herbert Love                        | 5 episodios      |
| 2013-2021     | Brooklyn Nine-Nine          | Sargento Terry Jeffords             | 153 episodios    |
| 2018          | El mundo de Craig           | Duane - Bobby Bodega - Gato de papá | Voz-24 episodios |
| 2022          | Tales of the Walking Dead   | Joe                                 | 1 episodio       |
| 2024–presente | Everybody Still Hates Chris | Julius                              | 10 episodios     |

| Apariciones estelares en televisión | Apariciones estelares en televisión | Apariciones estelares en televisión | Apariciones estelares en televisión |
| Año                                 | Título                              | Papel                               | Notas                               |
| ----------------------------------- | ----------------------------------- | ----------------------------------- | ----------------------------------- |
| 2005                                | My Wife and Kids                    | Darryl                              |                                     |
| 2006                                | The Boondocks                       | Múltiples personajes                |                                     |

| Videojuegos | Videojuegos                      | Videojuegos     | Videojuegos |
| Año         | Título                           | Papel           | Notas       |
| ----------- | -------------------------------- | --------------- | ----------- |
| 2006        | Saints Row                       | Benjamin King   |             |
| 2012        | The Expendables 2: The Videogame | Hale Caesar     |             |
| 2013        | Saints Row IV                    | Benjamin King   |             |
| 2019        | Crackdown 3                      | Commander Jaxon |             |

| Vídeos musicales | Vídeos musicales                         | Vídeos musicales              | Vídeos musicales |
| Año              | Título                                   | Papel                         | Notas            |
| ---------------- | ---------------------------------------- | ----------------------------- | ---------------- |
| 2006             | Blink 182 - "Down"                       | Oficial de Policía            |                  |
| 2013             | Major Lazer - Scare Me                   | Major Lazer                   |                  |
| 2015             | Kendrick Lamar - These Walls             | Talent show performer         |                  |
| 2017             | Katy Perry - Swish Swish ft. Nicky Minaj | Entrenador Terry (The Tigers) |                  |
| 2018             | Muse - Pressure                          | Director de instituto         |                  |
| 2018             | Muse - Algorithm                         | Investigador                  |                  |
| 2023             | Tyler Hubbard - Dancin' In The Country   | Motero                        |                  |

También ha aparecido en la película Bridesmaids (2011) como un entrenador. En C.S.I. en el capítulo "Antecedentes" como un guardaespaldas y asesino y en la serie de MTV "La Familia de Terry Crews"; un documental sobre él y su familia. También es la cara visible de las publicidades de desodorantes Old Spice.